# クレハトリ・アヤハトリ伝承
クレハトリ・アヤハトリ伝承（クレハトリ・アヤハトリでんしょう、呉織・漢織（穴織）伝承）とは大阪府池田市（詳細に言えば豊島郡）、兵庫県西宮市に伝わる伝承。

## 概要
応神天皇37年（306年）に呉（くれ、華南、当時の中国の呉あるいは東晋、六朝）から呉織（クレハトリ）・漢織（アヤハトリ）の2の織姫がこの地に渡り、織物や染色の技術を伝えたという伝説である。
『日本書紀』には「応神天皇37年（306年）春二月条に阿知使主（あちのおみ）・都加使主（つかのおみ）が縫工女（きぬぬいめ）を求めて高麗に渡り、呉に到り呉の国王から工女、兄媛・弟媛・呉織・穴（漢）織ら四名の織姫を賜り、応神天皇41年（310年）春二月条に、津の国の武庫津（西宮）に着いた」という記述がみられる。ちなみに高麗へ行った意味は不明である。
豊嶋郡の伝承では、呉織・穴（漢）織の二名は武庫川から猪名川を上り、唐船ケ淵（現・池田市新町）に上陸、人々に機織の技術を伝えて死後呉織は「呉服神社」に、漢織は「穴織神社」に祀られたという。一説には二人は猪名川畔の唐船ヶ淵に到着した後満寿美町にある「染殿井」という井戸で糸を染めた建石町の「星の宮」で星明りに照らされて機を織り、五月山の「衣掛の松」で布を干し、池田の人々に機織りの方法を教えたという。そしてその説では二人の死後「姫室」と「梅室」という二つの塚に葬られクレハトリは「呉服神社」にアヤハトリは「伊居太神社」に祀られたと伝えられている。
では次に『日本書紀』雄略天皇14年正月条を下に書くため応神37年春二月条と比べてもらいたい。
「身挟村主青（むさのすぐりあお、阿知使主の子孫、大和高市郡明日香村）等呉国の使と共に呉の才技（織姫）の漢織・呉織、及び衣縫（縫姫）の兄媛・弟媛らと住吉津（住吉区）に着く。磯歯津路（しはつみち、住吉区から東住吉区にかけての路）を通り、呉坂（東住吉区喜連）と名付ける。三月に呉人たちは桧隈野（飛鳥）に着く。衣縫（縫姫）の兄媛は大三輪神社に奉り、弟媛は漢衣縫部とする。才技（織姫）の漢織・呉織は飛鳥衣縫部・伊勢衣縫（『和名抄』に伊勢国壱志郡に呉部郷がみえる）の祖である」
これは身狭村主青と桧隈民使博徳の呉からの帰朝記事であるが、地名の「磯歯津路」などは『万葉集』（九九九番）からも確認出来る他、「呉坂」に関しても経路などについてもわかる。
応神天皇20年秋九月条に、「二十年秋九月に、倭漢直（やまとのあやのあたい）の祖阿知使主、その子都加使主、並びに己が党類十七県を率いて来帰(まうけ)り」と見え、現在、池田市や西宮市に「クレハトリ・アヤハトリ」として継承されている織姫伝承はこの短い文章にかかっている。八世紀に入って倭漢氏が繁栄し、雄略紀の出来事が応神紀に投影されたのである。またこの形は坂上氏によって作られたと思われる。
この言い伝えができたのかに関してだが、まず『日本書紀』にはクレハトリ・アヤハトリに関することが書かれているが技術を伝えたなどとかは書かれていない。『池田市史 概説篇』には「呉織・漢織が池田に来て織物技術を伝えたとされていますが、日本書紀にはこのような記述はなく、この伝承がいつ、なぜ、どのようにして誕生したのか、はっきりしたことはわかっていません。」という記述がある。また言い伝えの歴史で文章に表されたものの一つには呉庭荘（くれはのしょう）という名前が登場する1000 年ほど前のころまでさかのぼるとも言われている。
結果的にこの伝承がいつ頃できたか確定する史料は存在しないが、元禄14年(1701年)にできた『摂陽群談』や寛政10年(1798年)刊行の『摂津名所図会』などに、この伝承に関する記述があることから、江戸時代前期までには現在伝えられているような姿になっていたと考えられている。